# فرانک ریچ
فرانک ریچ (انگلیسی: Frank Rich؛ زادهٔ ۲ ژوئن ۱۹۴۹) روزنامه‌نگار و نویسنده اهل ایالات متحده آمریکا است. وی برندهٔ جوایزی همچون جوایز امی ساعات پربیننده شده‌است.